# Joe Chill
Joe Chill is een fictief figuur uit de verhalen van Batman.
Chill is de moordenaar van de ouders van Bruce Wayne, de alter ego van Batman. Hij is een agressieve draaideurcrimineel die tijdens een overval Thomas en Martha Wayne doodschoot, toen zij hun geld en juwelen niet wilden afstaan. Chill raakte in paniek en vluchtte.
In een ander verhaal zou die zogenaamde uit de hand gelopen overval een façade zijn geweest van de lokale maffiabaas Lew Morton en zou niet Joe Chill hebben geschoten, maar een huurmoordenaar genaamd Jack Napier, die later bekend zou staan als The Joker.
Vijfentwintig jaar later ontdekt Bruce Wayne dat Joe Chill, de moordenaar van zijn ouders, zich heeft omhoog gewerkt tot een crimineel meesterbrein. Batman zoekt Chill op om hem met de waarheid te confronteren. Hij ontmaskert zichzelf en stelde zich voor als "I'm the son of the man you murdered... I'm Bruce Wayne!". Chill wordt bang en roept zijn lijfwachten om Wayne te vermoorden. Wat er dan met Chill gebeurt verschillen de verhalen over.
In het ene verhaal keren de lijfwachten zich tegen hem en schieten hem dood. In het ander verhaal zou een van de lijfwachten op Batman geschoten hebben, maar raakte Chill die stierf. Dan zou Chill zijn gevlucht en onder een auto terecht zijn gekomen. Verder zou Chill Batman zelf hebben aangevallen, maar door het open staande raam naar beneden zijn gevallen. Dan weer zou Chill zelfmoord hebben gepleegd, om niet in handen van Batman te komen.

## In andere media

### Films
- Joe Chill komt ook voor in de film Batman Begins, waarin hij een door de crisis dakloos geworden man is, die bij een straatroof Bruces ouders vermoordt. Jaren later hoort Bruce dat Chill vervroegd vrijgelaten zal worden vanwege een getuigenis tegen de maffia-leider Carmine Falcone, waarop Bruce zich voorneemt om hem neer te schieten. In de rechtszaak verklaart Chill dat hij zijn daad het liefst ongedaan zou willen maken. Of hij dit meent komt Bruce nooit te weten. Waar een dergelijke procedure immers gewoonlijk in het geheim gaat, was het hier een open zitting: Falcone had de rechter namelijk omgekocht. Als Bruce Chill opwacht na de zitting en er allerlei reporters toesnellen op Chill, blijkt een van hen een handlanger van Falcone en wordt Chill geliquideerd. Joe Chill werd gespeeld door Richard Brake.

- Joe Chill verschijnt kort in  Batman v Superman: Dawn of Justice als de moordenaar van Thomas en Martha Wayne. Joe Chill werd gespeeld door Damon Caro.